# Alejandro Garnacho
Alejandro Garnacho Ferreira (Madrid, 1 de julho de 2004) é um futebolista argentino nascido na Espanha. Atua como ponta-esquerda. Atualmente joga no Manchester United.

## Carreira

### Futebol de base
Começou a jogar futebol na Escola Municipal de Arroyomolinos. Continuou seu desenvolvimento no Getafe, iniciando no ano de 2013.
Na equipe espanhola, Garnacho já demonstrava muito talento e características físicas de destaque:
| “                                                             | Ele tinha características físicas, técnicas e mentais que deixavam claro o seu diferencial em relação aos demais. Ter o Garnacho é ter um daqueles jogadores que você sempre quer ter no seu time e que não quer enfrentar como rival pelo seu super natureza competitiva. | ” |
| — Antonio Mellado, treinador de Alejandro na época do Getafe. | |   |

Até que, em 2015, assinou pelo Atlético de Madrid. Em 2016, o jogador tornou-se o artilheiro do país enquanto enfrentava times da categoria de base.

#### Base do Manchester United

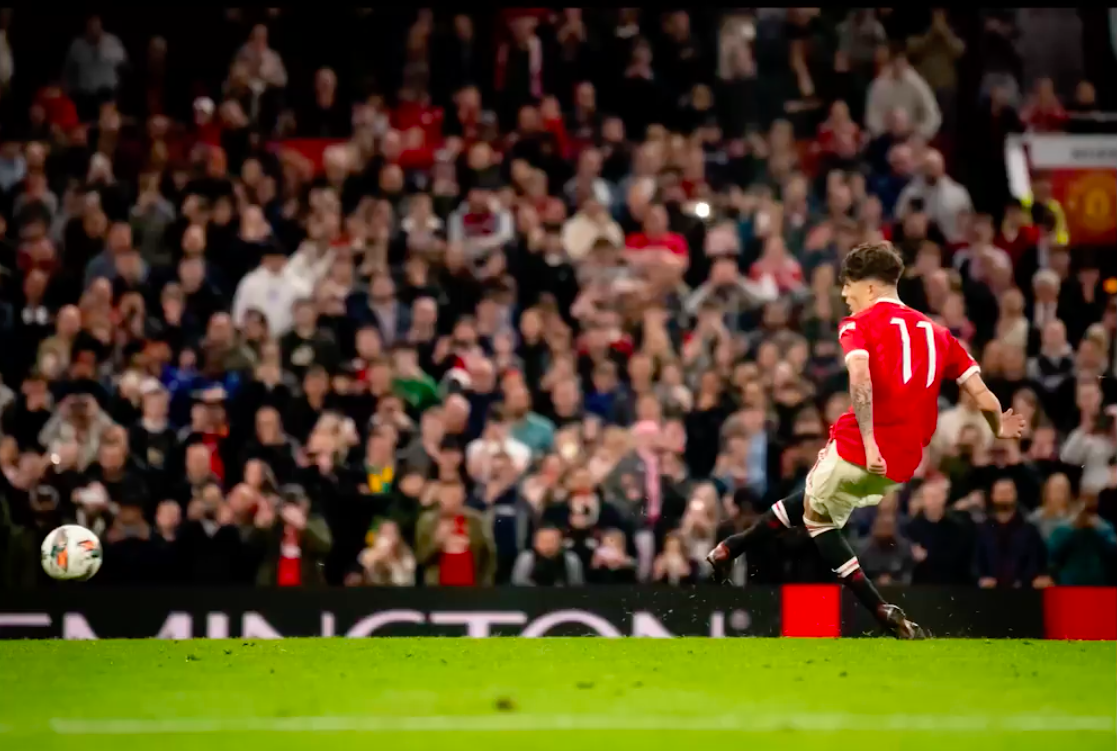
Garnacho cobrando um Pênalti na final da FA Youth Cup.

Em setembro de 2020, incorporou-se ao Manchester United para jogar em sua equipa juvenil.
Ganhou a FA Cup Juvenil em 11 de maio de 2022, em uma final contra o Nottingham Forest que terminou 3 a 1. Garnacho fez dois gols, acertando uma penalidade (sofrida por ele), e foi considerado o melhor jogador da partida.
Na Liga Jovem da UEFA de 2021–22, atuando pelo clube sub-19 do Manchester United, Garnacho teve a oportunidade de mostrar seu talento a nível continental. Apesar da grande competição, o jogador não atuou tão bem e viu o time ser eliminado diante o Borussia Dortmund sub-19 ainda nas oitavas de final. No fim da competição, ele fez 7 jogos e 2 gols.

### Manchester United

#### 2021–22

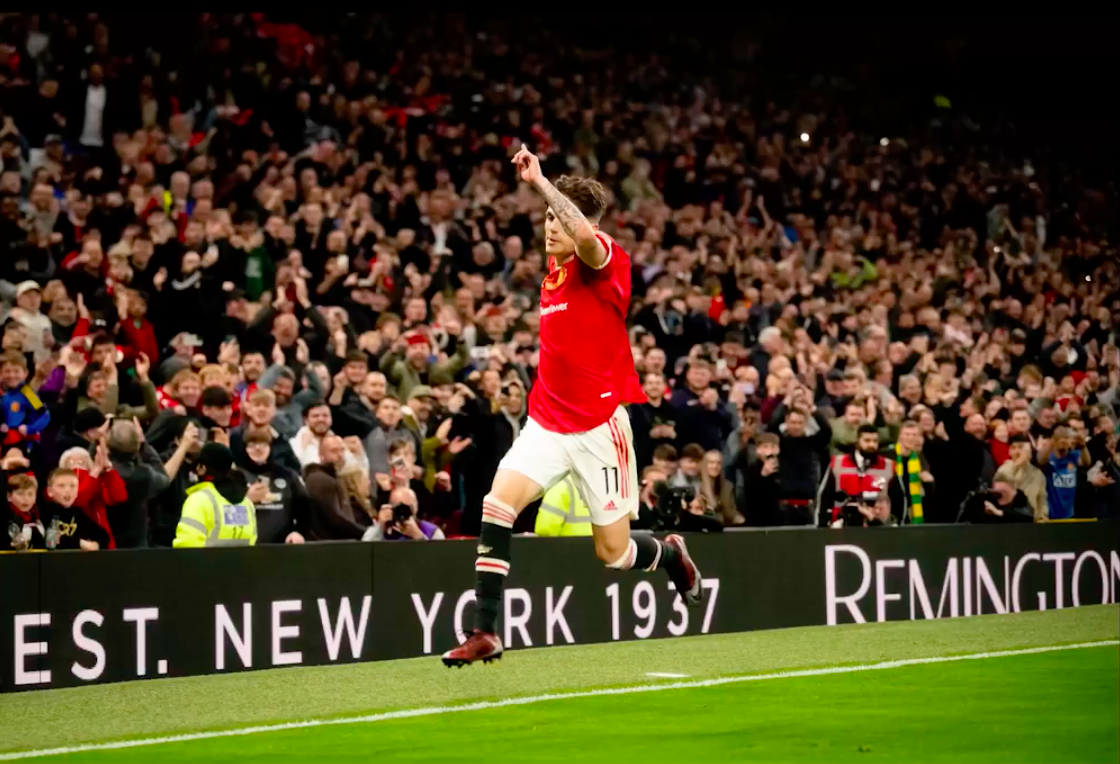
Alejandro comemorando um gol como o seu ídolo Cristiano Ronaldo.

Ainda na temporada 2021-22, Alejandro subiu para o time profissional do Manchester United para integrar o elenco comandado por Erik ten Hag, em sua primeira temporada pelo clube de Manchester. Garnacho iria dividir vestiário com grandes craques em sua primeira temporada. Dentre eles estava e o seu grande ídolo Cristiano Ronaldo.
Realizou sua estreia profissionalmente em 28 de abril de 2022, aos 17 anos, no empate de 1–1 em frente ao Chelsea, entrando no decorrer da partida no lugar de Anthony Elanga. A partida foi válida pela 37ª rodada da Premier League de 2021–22, mas Alejandro jogou por menos de um minuto.
Sua segunda, e última partida pelo time profissional, foi na 38ª rodada da Premier League. Garnacho jogou por 11 minutos na derrota do Manchester United contra o Crystal Palace por 1–0. Essa partida marcou a ida do clube de Manchester para a Liga Europa da UEFA de 2022–23, já que ficaram em 6º colocado na Liga Inglesa.
Sobre sua estreia, o diretor do time e base do United comentara sobre o desempenho do jovem atleta no time. Nick Cox também foi um dos membros da equipe, juntamente com o capitão Harry Maguire, a premiar Garnacho como o melhor jogador jovem do ano do United (Jogador Jovem do Ano Jimmy Murphy). Em entrevista, Cox disse:
| “ | Alejandro demonstrou muita determinação desde o dia em que chegou aqui. Ele se adaptou muito bem à vida em Manchester e continua melhorando a cada dia. Sua estreia na primeira turma foi o culminar do trabalho árduo de Alejandro, de sua família e da equipe da Academia. Todos sabemos que ele continuará a crescer no sistema de desenvolvimento juvenil do clube. | ” |

No fim da temporada, pelo time principal, Alejandro fez apenas dois jogos. Sem marcar gols ou assistências, jogando por 11 minutos ao todo.

#### 2022–23

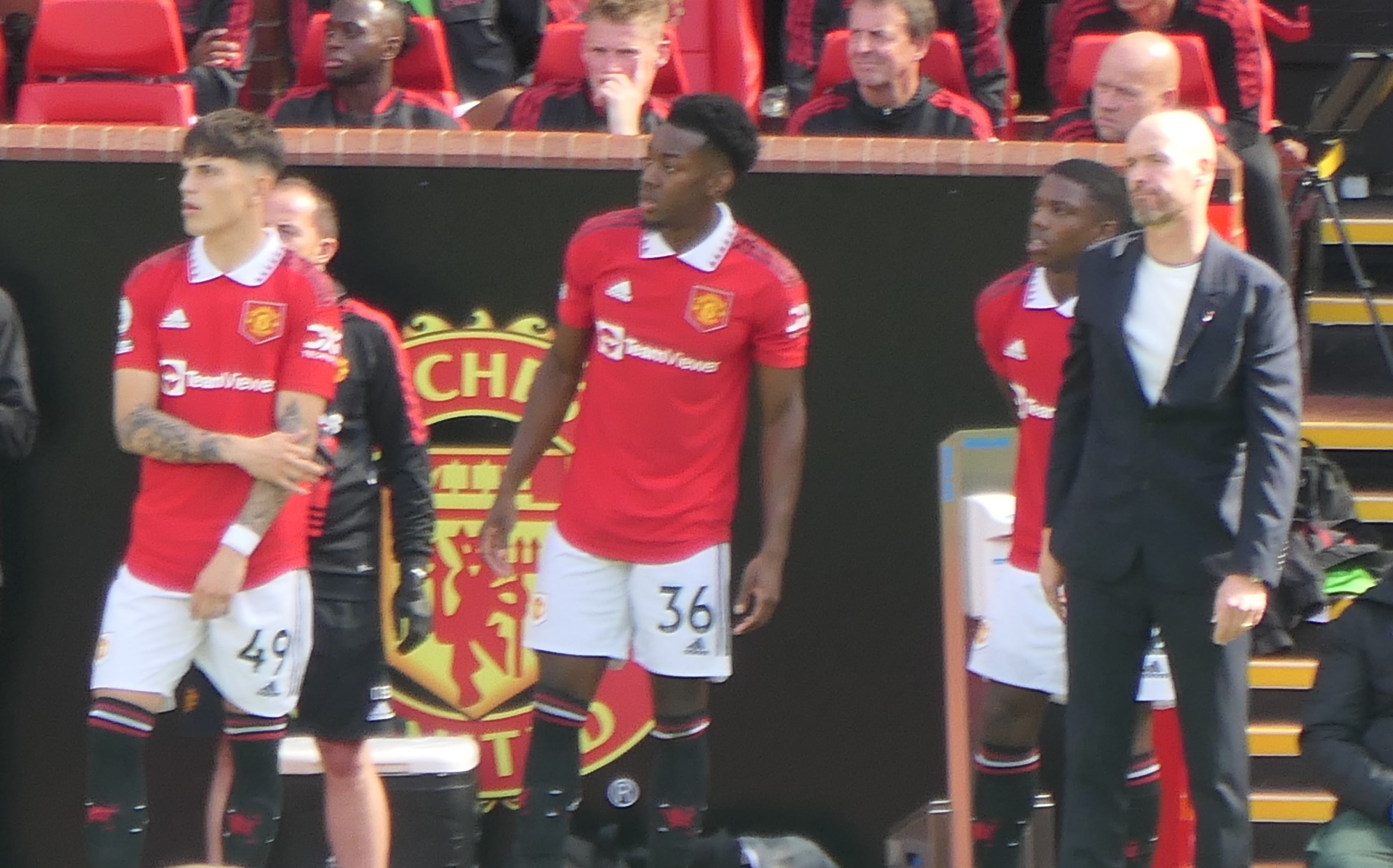
Alejandro Garnacho, Anthony Elanga, Tyrell Malacia, e o treinador Erik ten Hag, na primeira partida da Premier League de 2022–23 contra o Brighton.

A temporada começou com Garnacho disputando a primeira partida da Premier League de 2022–23 contra o Brighton & Hove Albion por apenas um minuto. O seu clube saiu derrotado por 2–1. O jogador figurou no banco de reservas, ou sequer foi relacionado, pelos próximos 12 jogos da Liga. 
Só retornou na 15ª rodada, quando o seu time perdeu para o Aston Villa por um placar de 3–1. Apesar dos jogos ruins, o argentino jogou a partida seguinte. Mesmo com apenas 18 minutos em campo, o jovem conseguiu fazer o gol, nos acréscimos, na vitória contra o Fulham. A partida terminou 2–1 para o time de Manchester.
Essa foi a última partida do time antes da pausa para a Copa do Mundo FIFA de 2022, realizada no Catar. O técnico do clube na época, Erik ten Hag, o elogiou em entrevista dizendo sobre seu desenvolvimento como jogador:
| “                               | Ele tem coisas para melhorar e aprender, embora obviamente estejamos felizes com seu desenvolvimento e ele possa contribuir com a equipe. Depende da atitude dele, eu sei que ele quer melhorar a cada dia e então é possível que ele jogue mais. | ” |
| — Erik Ten Hag sobre o jogador. | |   |

No dia 27 de dezembro de 2022, no jogo que marcou a volta do Manchester United na Premier League, após pausa para a Copa do Mundo, o clube enfrentou o Nottingham Forest pela 17ª rodada no Old Trafford. Enquanto esteve em campo, a torcida do time da casa adaptou o cântico dado a Cristiano Ronaldo para homenagear o jovem argentino. Pela primeira vez, a arquibancada cantou "Viva Garnacho!".
O jogador português havia saído de maneira conturbada do clube um mês antes, quando Ronaldo deu uma entrevista que ficou muito mal vista pela diretoria do clube. A homenagem é muito validada pelo argentino que tem o jogador como um ídolo para si. Quando este deixou o elenco, Alejandro tratou de homenageá-lo em seu Twitter dizendo: "18 anos e 125 dias sonhando com esse momento. Obrigado, ídolo, Cristiano Ronaldo."

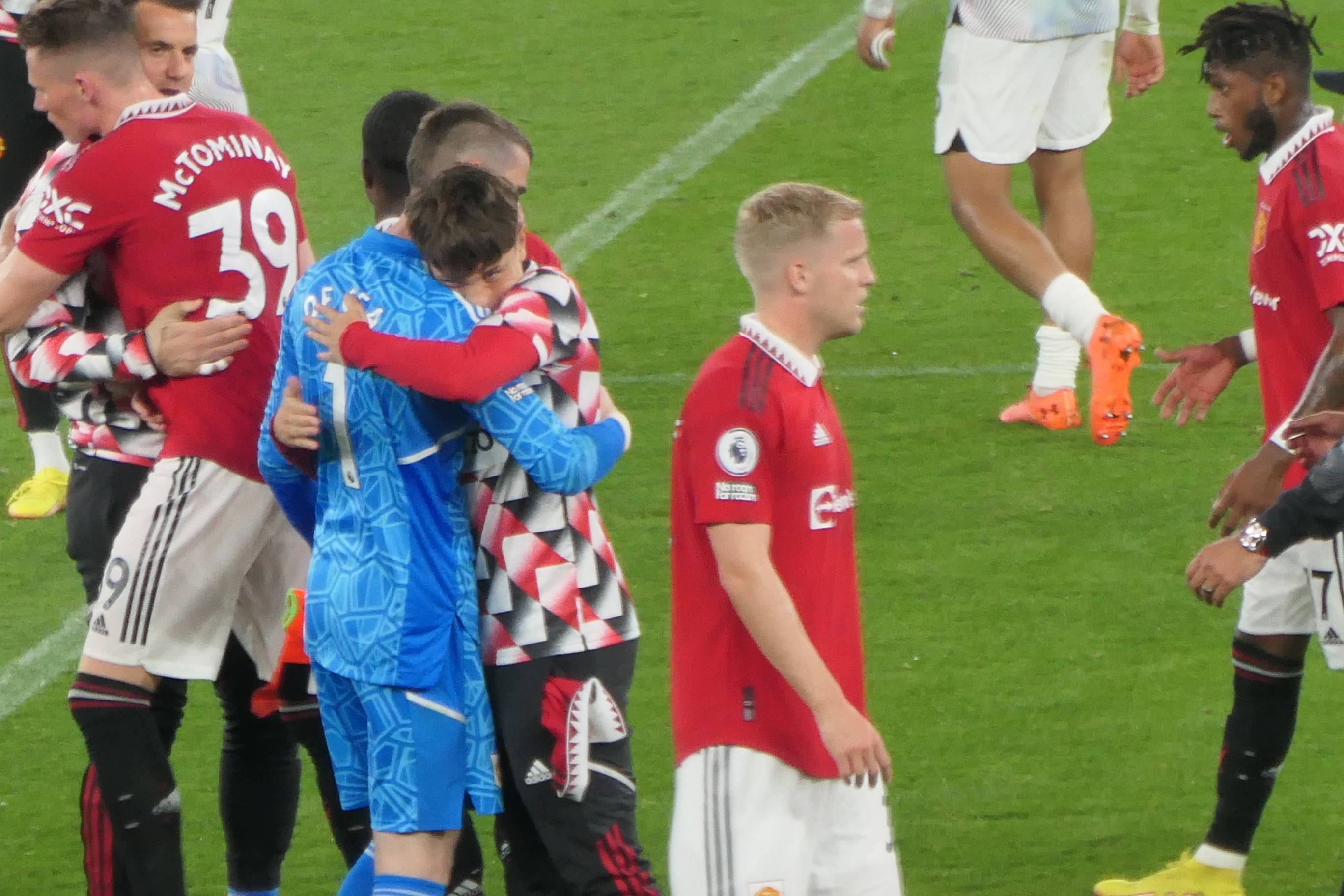
Garnacho abraçando David de Gea após uma partida em 2022.

Garnacho ainda atuaria por mais partidas, e contribuiu mais 2 vezes com assistências nas rodadas 19 e 20, além de marcar um gol contra o Leeds United no Clássico das Rosas válido pela 23ª rodada da Premier League. Infelizmente, enquanto jogava contra o Southampton, Garnacho lesionou-se após dividida com Kyle Walker-Peters e teve de deixar os gramados com apenas 17 minutos de jogo. A lesão foi uma torção em seu tornozelo. Essa lesão foi muito sentida por Alejandro, que teve, inclusive, de deixar de participar de dois jogos com a Seleção Argentina de Futebol, após já ter sido convocado.
Seu retorno aos gramados pela Premier League veio no dia 13 de maio. Lá, ainda que jogasse por apenas 8 minutos, o atacante deixou o seu gol nos acréscimos do segundo tempo deixando assim o placar em 2–0 contra o Wolverhampton. Essa, no entanto, foi a última participação em gols do jogador naquela edição de Campeonato Inglês. O clube terminou na 3ª colocação e garantiu vaga na Fase de Grupos da Liga dos Campeões da UEFA da temporada seguinte.
Pela Copa da Inglaterra de 2022-23, o jogador terminou a competição com um gol na campanha finalista do United. Na final, ele entrou nos últimos 28 minutos de jogo, contudo nada conseguiu fazer para ajudar seu time a ser campeão. A equipe azul de Manchester sagrou-se campeã após 2–1 no tempo normal.
Jogando a Copa da Liga Inglesa de 2022–23, ele esteve presente na maioria dos jogos, com exceção do último. Sua estreia na competição foi muito positiva, dos 4 gols que o United fez sobre o Aston Villa, 2 tiveram assistência de Garnacho. Incluindo assistência para o gol da virada e o último do jogo. A partida terminou 4–2.Na rodada seguinte, O United venceu o Burnley por 2-0, com Alejandro jogando 59 minutos.
O argentino viu o time se classificar e enquanto derrotava seus adversários até chegar na final da competição contra o Newcastle United. Essa foi a única partida que ele não jogou por opção do técnico. No fim da Copa, o United sagrou-se campeão vencendo o time adversário por 2-0. Esse foi o primeiro título de Alejandro pelo time inglês.
Pela Liga Europa da UEFA de 2022–23, Alejandro estreou na primeira partida contra o Real Sociedad no dia 8 de setembro de 2022. O clube saiu derrotado por 1-0 jogando no Old Trafford. No dia 3 de novembro de 2022, marcou seu primeiro gol com camisa do United em um jogo da Liga Europa contra Real Sociedad, que o tornou o jogador mais jovem a marcar pelo clube em competições europeias, superando a marca estabelecida por George Best de 18 anos e 125 dias.
O time de Manchester classificou-se à fase Eliminatória, porém o fez passando em 2º lugar no grupo, o que fez com que eles pegassem um time que havia ficado em 3º lugar em um grupo na Liga dos Campeões da UEFA daquela temporada.
Pela fase de 16 avos de final da Liga Europa, o time inglês enfrentou o Barcelona comandado por Xavi. Alejandro participou dos dois jogos, mas não contribuiu com gols em nenhum deles. O time de Manchester conseguiu passar de fase. Garnacho não participou mais de jogos do United na competição por conta de sua lesão e o clube foi eliminado diante o Sevilla nas quartas de final.

#### 2023–24
Após ter tido o contrato renovado (no mês de abril de 2023) até 2028, o jogador voltou a atuar pelo elenco inglês em jogo válido pela primeira rodada da Premier League de 2023–24. Na ocasião, houve vitória do seu clube por 1-0 diante os Wolves.
Foi durante a pausa para Data FIFA (de setembro de 2023) que o jogador decidiu mudar o número de sua camisa. O ponta usava o número 49, mas optou por ficar com a camisa 17, já que a 7 foi dada para Mason Mount. 17 foi a camisa que Cristiano Ronaldo usou durante seus primeiros jogos com a seleção de Portugal.
O primeiro gol de Garnacho na Premier League daquela temporada aconteceu na 13ª rodada. Na ocasião, os Red Devils venceram o Everton por 3-0 e Alejandro foi o responsável um gol de bicicleta que abriu o placar no Goodison Park. Seu belo gol trouxe comparativos a um gol que Wayne Rooney fizera contra o Manchester City, em 2011, e com o gol de Cristiano Ronaldo contra a Juventus, em 2018. O tento, futuramente, recebeu o prêmio de Gol do Mês de Novembro da Premier League. No Boxing Day, o argentino chamou novamente a atenção ao marcar um doblete na épica virada diante o Aston Villa na 19ª rodada da Premier League.

Garnacho concluiu sua passagem pela Premier League sendo um dos destaques da equipe vermelha. Apesar da temporada irregular da equipe, que terminou em 8º colocado, Alejandro foi uma peça ofensiva eficiente, tendo balançado as redes adversárias sete vezes. Seus bons jogos fizeram com que o atleta fosse cotado a disputar a Copa América de 2024, além de atrair o interesse do Real Madrid.

Mainoo, Garnacho e Højlund fazendo uma icônica comemoração.

Ao longo da época, Alejandro também ficou marcado por uma comemoração icônica. Após estufar as redes do West Ham pela Premier League, o argentino comemorou sentando-se em um dos outdoors ao redor do gramado de Old Trafford enquanto punha suas mãos nos quadris. Ele foi acompanhado por Kobbie Mainoo e Rasmus Højlund que sentaram-se ao lado dele. Futuramente, diante o Chelsea, Garnacho repetiu essa celebração que gerou comparações com uma famosa imagem de Cristiano Ronaldo (que fazia a mesma pose em seus tempos de Real Madrid) e a Mohammed Kudus, um jogador dos Hammers que também fazia esse gesto ao marcar gols.
Pela Copa da Liga Inglesa, Garnacho fizera seu primeiro gol na temporada. A partida, ocorrida em 29 de setembro, marcou a estreia do United na competição. O time da casa venceu o Crystal Palace por 3-0. No jogo seguinte, a equipe foi eliminada pelo Newcastle após derrota pelo mesmo placar do jogo anterior.
Alejandro Garnacho chegou a fazer apenas um gol na vitoriosa campanha do United na FA Cup. Seu tento aconteceu justamente na final e ajudou a equipe a garantir um troféu após derrotarem o Manchester City por 2 a 1.
Alejandro esteve presente em todas as partidas do United pela Liga dos Campeões da UEFA de 2023–24. O atacante conseguiu balançar as redes uma vez, em um empate diante o Galatasaray. Todavia, a campanha do time inglês foi muito ruim e o time terminou a fase de grupos em último colocado.
Ao fim da temporada, Garnacho marcou 10 gols em 50 jogos. Dentre seus tentos, o gol de bicicleta diante o Everton deu ao jogador o prêmio de Melhor Gol da Premier League daquela temporada. Em dezembro de 2024, esse mesmo tento foi condecorado com o Prêmio Puskás de gol mais bonito da temporada. As boas performances de Alejandro também levaram-no a ficar com a 6ª colocação no Troféu Kopa.

#### 2024–25
Garnacho estreou oficialmente na decisão da Supercopa da Inglaterra de 2024. Na reta final do segundo tempo, o jogador bateu cruzado, evitando a defesa do goleiro Ederson, e abriu o placar. O Manchester City, porém, conseguiu um empate vindo dos pés de Bernardo Silva no minuto 89 e levou o jogo aos pênaltis. Alejandro acertou sua cobrança mas, futuramente, os Red Devils desperdiçaram dois chutes e os Citizens levantaram o tradicional troféu inglês.
Seu início na Premier League foi intenso. Na primeira rodada, o atacante deu uma assistência para Joshua Zirkzee fazer o primeiro gol do Campeonato e sacramentar a vitória diante o Fulham por 1 a 0. Na quarta jornada, o jogador estivera em campo por menos de 20 minutos, já que havia entrado no decorrer do segundo tempo, e marcou o último gol na consistente vitória por 3–0 contra o Southampton. Na partida, também repetiu sua memorável comemoração em que ele se sentava em um dos outdoors ao redor do gramado ao lado do colega Amad Diallo.

Amad Diallo e Alejandro Garnacho em dezembro de 2024.

Ao longo da temporada, o Manchester United passou por algumas mudanças no comando técnico, tendo demitido o treinador do início da época e adicionado interinamente Ruud van Nistelrooy antes de colocar Ruben Amorim em definitivo. Com o lusitano, Alejandro passou a a performar em uma nova função, já que o ex-jogador do Benfica não adotava uma formação com pontas, como os técnicos anteriores. De Meia-atacante, Garnacho tivera desempenhos variados e chegou até mesmo a ficar de fora dos relacionados no clássico contra o Manchester City juntamente do outro ponta da equipe: Marcus Rashford. Diferentemente do inglês, o argentino voltou a ser relacionado, porém esteve fortemente ligado a outros times assim que abriu a janela de transferências em janeiro de 2025. Por fim, os Red Devils não chegaram a um acordo com o Napoli e o camisa 17 permaneceu no time, sendo regularmente útil ao português.
Apesar de ter permanecido, o argentino viu a equipe toda ter um desempenho muito aquém. Em todo segundo turno, o jogador marcou apenas na 29ª jornada, diante o Leicester; 32ª, contra o Newcastle e diante o Brentford na 35ª. De todos esses jogos, o clube não perdeu apenas o primeiro naquela que viria ser a pior temporada da equipe desde a criação da Premier League.
Nas copas, o desempenho não foi diferente. O time sofreu eliminações em três jogos, e Garnacho conseguiu marcar apenas na Copa da Liga Inglesa de 2024–25, pois fizera um doblete contra o Barnsley na estreia e um tento na vitória contra o Leicester no jogo seguinte.
Apesar dos maus jogos nas competições nacionais, o United conseguiu rumar à Final da Liga Europa da UEFA de 2024–25. No trajeto, Alejandro contribuiu apenas com um gol diante o FK Bodø/Glimt na Fase de Liga. No entanto, destacou-se com quatro assistências ao longo de seus 15 jogos na competição – 100% de participação. Apesar disso, ao enfrentar o Tottenham Hotspur na decisão, foi reserva pela segunda vez desde o início da Liga Europa. Ruben Amorim optou por Mason Mount, que marcou um tento na semifinal, para o time titular. Desse modo, Garnacho entrou apenas aos 70 minutos de jogo, quando o marcador indicava 1–0 aos Spurs, e viu o clube de Londres conseguir seu primeiro troféu em 17 anos.
Indignado com o coletivo, Alejandro foi incisivo ao comentar sobre o desempenho da equipe ao longo da época, e aproveitou para fazer um comentário sobre a escolha de Amorim de colocá-lo no banco de servas no jogo mais importante da temporada:
| “                                   | É duro para todos, esta temporada foi uma merda. Perdemos a final (da Liga Europa) e não ganhamos a Premier League. É muito duro, vamos tentar terminar a temporada e ver o que acontece depois. Até chegar à final, joguei todas as rondas, ajudei a equipe e hoje jogar apenas 20 minutos... Não sei. A final, a temporada, toda a situação do clube... Vou tentar desfrutar do verão e depois veremos. | ” |
| — Garnacho sobre a época do United. | |   |

Em uma coletiva de imprensa, Ruben rebateu o comentário dizendo que era "fácil falar agora" e, retoricamente, indagou "quem perdeu uma chance clara no primeiro tempo da semifinal?"; na sequência, respondeu com o nome do argentino. Ainda dentro de campo, com o vice-campeonato, Amorim teria dito para o camisa 17 que era melhor ele "rezar" para encontrar um clube que o quisesse. Eventualmente, os representantes do meia-atacante se reuniram com a direção dos Red Devils e decidiram pela saída dele. A partir disso, os tabloides ingleses afirmaram que o United ouviria propostas pelos jogadores independentemente de sua posição no clube.
Após o comentário, Garnacho não foi relacionado para o último jogo da equipe na Liga Inglesa em que o time venceu o Aston Villa e garantiu a 15ª colocação. Assim, o argentino concluiu a época com 11 gols e 10 assistências em 58 partidas. Contudo, a relação com o treinador já estava desgastada e o atacante foi informado de que deveria buscar uma nova equipe para próxima temporada.

## Seleção nacional

### Seleções de Base

#### Espanha
O jogador atuou pelas seleções de base da Espanha, mas optou por defender a Argentina em 2022.

#### Argentina sub-20
Garnacho tem direito à nacionalidade argentina por sua mãe ser argentina. Ele então decidiu atuar pela seleção albiceleste em 2022. O jogador fora convocado por Javier Mascherano que treinava a seleção sub-20 na época.
Pela equipe, Garnacho atuou também na campanha irregular da Argentina pelo Torneio de Tuolon. Lá, apesar dos 3 gols em 4 partidas, a seleção Albiceleste não conseguiu passar da fase de grupos, pois ficaram em segundo lugar em seu grupo, apenas o líder se garantia no mata-mata naquela edição.
Enquanto ainda estava pela seleção sub-20, Alejandro afirmou que sua decisão já estava tomada. Ele iria representar a Seleção Argentina, sem chances de voltar a atuar pela Espanha:
| “ | Toda a família da minha mãe é argentina. Eles sempre viveram lá. A família do meu pai é da Espanha. Devido às circunstâncias da vida, minha mãe – e sua família – vieram morar na Espanha, ela conheceu meu pai e eu nasci lá. Sempre fui muito familiar com a família da minha mãe, sempre torcemos pela seleção quando eu era pequeno. As pessoas viam fotos minhas quando criança com as camisas da Argentina, torcendo pelas Copas do Mundo. Sou argentino. Não preciso de fazer três jogos. Estou aqui. Se eu não estrear nessa turnê, não importa. Já sei que quero estar na Argentina e isso vai acontecer. | ” |

### Argentina

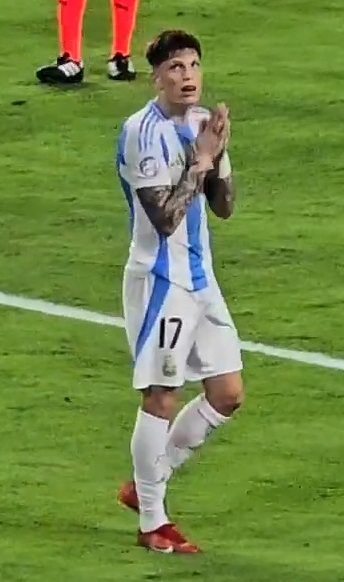
Garnacho pela Seleção em 2024.

Foi convocado por Lionel Scaloni para a Seleção de Futebol da Argentina para as partidas de março de 2022 válidas pelas Eliminatórias da Copa do Mundo de 2022. Ele viria a enfrentar Venezuela e Equador. Contudo, Alejandro não disputou partida alguma. O jogo contra a Venezuela aconteceu no dia 25 de março de 2022, e não contou com a participação dele, nem no banco de reservas. No dia seguinte, Alejandro estreou pela seleção sub-20 atuando contra os Estados Unidos. Contra os equatorianos, no dia 29 de março, ainda pelas Eliminatórias da CONMEBOL, Garnacho também foi relacionado.[carece de fontes?]
Como não havia atuado pela seleção principal. Alejandro ficou de fora da campanha vitoriosa da Argentina na Copa do Mundo de 2022.
Após o tricampeonato mundial, no dia 3 de março de 2023, os argentinos marcaram um amistoso contra as seleções de Panamá e de Curaçao. E Garnacho foi convocado. Entretanto, não pôde jogar as partidas, já que foi cortado graças a uma lesão no tornozelo que sofreu enquanto jogava pela Premier League daquela temporada.
Ainda em amistoso, o atacante pôde, finalmente, estrear pela sua seleção em 15 de junho de 2023. Na ocasião, a Argentina venceu a Austrália por 2-0, com Alejandro entrando nos últimos 19 minutos de jogo. Na partida seguinte, contra Indonésia, Garnacho jogou por 30 minutos e viu sua seleção vencer pelo mesmo resultado do jogo anterior.
O jogador voltou a estar com a Argentina no dia 12 de setembro de 2023. Na ocasião, o Alejandro jogou 5 minutos na vitória de sua seleção contra a Bolívia. Com isso, Garnacho não podia mais atuar pela Espanha, pois já tinha feito os 3 jogos pela Seleção Argentina.

### Copa América de 2024
Alejandro foi convocado para disputar a Copa América de 2024. No entanto, entrou apenas em campo uma vez: contra o Peru na última rodada da Fase de Grupos. Apesar de não ter participado de gols na competição, comemorou o título após os argentinos vencerem a Colômbia na decisão.

## Títulos
Manchester United
- FA Youth Cup: 2021–22[7]
- Copa da Liga Inglesa: 2022–23[33]
- Copa da Inglaterra: 2023–24

Seleção da Argentina
- Copa América: 2024

### Prêmios Individuais
- Melhor Jogador da Final da FA Youth Cup: 2021–22[7]
- Jogador Jovem do Ano Jimmy Murphy: 2022[7]
- Gol do Mês da Premier League: Novembro de 2023
- Gol da Temporada da Premier League: 2023–24
- 6º Colocado no Troféu Kopa de 2024
- Prémio FIFA Ferenc Puskás: 2024[61]

## Vida Pessoal
Alejandro é filho de uma argentina com um espanhol. O jogador nasceu em Madrid e passou pela base de equipes espanholas. Contudo, desde a infância, por conta da influência da família de sua progenitora, Garnacho tornou-se torcedor da seleção Albiceleste e desejou jogar por ela, ainda que tivesse nascido em solo europeu.

O jogador tornou-se pai aos 19 anos. Garnacho deu o nome de Enzo para seu primeiro filho, nascido em 2023.